# 杜利比 (戈夏區)
50°32′45″N 26°44′17″E / 50.54583°N 26.73806°E
杜利比（烏克蘭語：Дуліби）是位於烏克蘭西北部里夫內州裏里夫內區的村莊，始建於1850年，面積1.1平方公里，海拔高度194米，2001年人口276，人口密度每平方公里250.5人。